# 링티
링티(Lingtea)는 주식회사 링티에서 만든 분말 스포츠 음료이다. 주요 성분은 포도당, 타우린, 비타민C, 구연산 나트륨, 정제 소금이다.

## 제품
링티는 내일은 미스트롯 2 공식 협찬사로 참여하여 참가자와 마스터들에 제품 지원을 하고 있다. 링티는 2020년 1월 7일 대구 경북대학교 병원에서 근무하는 의료진에게 약 약 3천만 원 상당의 링티 제품과 전용 물병을 기증하였다.

## 사건사고 및 논란
2019년 11월 26일, 식품의약품안전처는 허위ㆍ과장광고를 했다는 혐의로 링티를 전량 폐기 처분하였다. 식약처에 따르면 소비자가 링티를 일반 식품이 아닌 의약품으로 오해할 수 있고, 링티 가공업체 중 이수바이오는 무표시 원료인 레몬향을 첨가한 이유 등으로 링티 등 6개 업체의 제품을 전량 폐기하였다.